# Lijst van gouverneurs-generaal van Belize
De gouverneur-generaal van Belize vertegenwoordigt de Britse Kroon en fungeert aldus als staatshoofd.
Belize is een constitutionele monarchie en onderdeel van het Britse Gemenebest met Charles III als staatshoofd. De gouverneur-generaal wordt op voordracht van de premier door de monarch benoemd. Hij of zij is de hoogste uitvoerende macht in Belize.
De functies en rollen van de gouverneur-generaal omvatten het benoemen van ambassadeurs, ministers en rechters, het uitschrijven van verkiezingen en het verlenen van koninklijke benoemingen.

## Gouverneurs-generaals van Belize (1981-heden)
| Nr. | Gouverneur-generaal | Gouverneur-generaal                   | Ambtstermijn                         | Monarch      |
| --- | ------------------- | ------------------------------------- | ------------------------------------ | ------------ |
| 1   | Wapen van Belize    | Elmira Minita Gordon (1930-2021)      | 21 september 1981 - 17 november 1993 | Elizabeth II |
| 2   | Colville Young      | Colville Young (1932)                 | 17 november 1993 - 30 april 2021     | Elizabeth II |
| –   | Wapen van Belize    | Stuart Leslie (onbekend) (waarnemend) | 30 april 2021 - 27 mei 2021          | Elizabeth II |
| 3   | Froyla Tzalam       | Froyla Tzalam (onbekend)              | 27 mei 2021 - heden                  | Elizabeth II |
| 3   | Froyla Tzalam       | Froyla Tzalam (onbekend)              | 27 mei 2021 - heden                  | Charles III  |